# 24 Heures motonautiques de Rouen

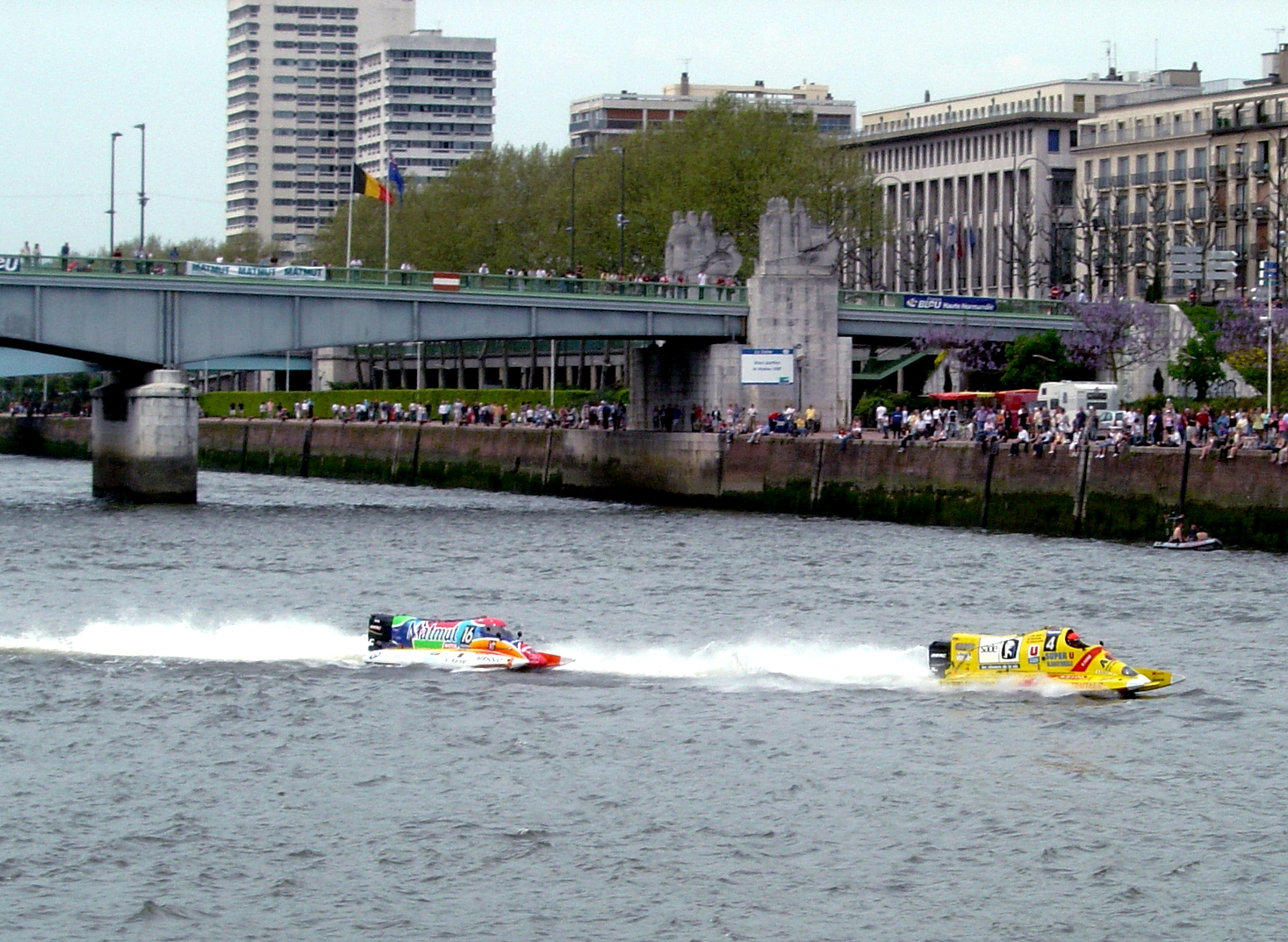
Les 24 Heures motonautiques de Rouen en 2005.

Les 24 Heures motonautiques de Rouen furent une compétition de motonautisme d'endurance organisée par le Rouen Yacht Club, fondateur de l’épreuve, sous l'égide de l'Union internationale motonautique (UIM) et de la Fédération française motonautique (FFM) qui se déroulait chaque année à Rouen, depuis 1964, les 30 avril et 1er mai. La course se faisait sur la Seine autour de l'île Lacroix et le bateau vainqueur était celui qui a accompli le plus de distance pendant ces 24 Heures.

## Catégories

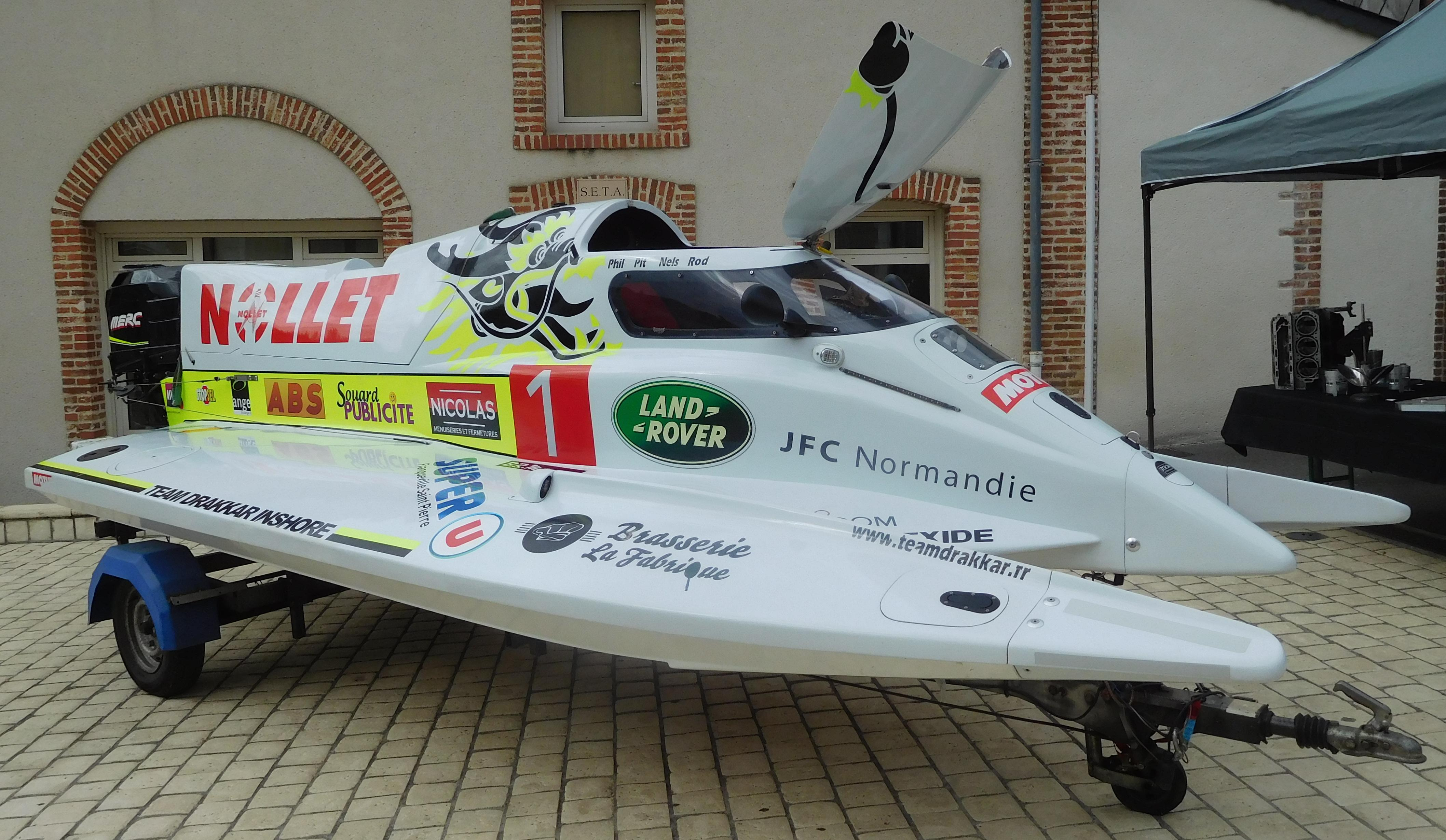
Catamaran no 1 du Team Nollet, équipage : Philippe Chiappe, Peter Morin, Nelson Morin et Rodolphe Avenel, vainqueur des 24 H de Rouen 2017 en catégorie S1.

Les 24 Heures motonautiques de Rouen étaient disputés par trois catégories de bateaux, plus une catégorie expérimentale.

### Classe 1
Coque catamaran, moteurs de série à injection, puissance : 60 ch, vitesse max. : 120 km/h, poids : 330 kg, longueur : 3,90 m.

### Classe 2
Coque catamaran, moteurs à injection, puissance : 270 ch, vitesse max. : 200 km/h, poids : 470 kg, longueur : 4,80 m.

### Classe X0 / expérimentale / HHO
Coque catamaran, moteurs à injection, puissance : 60 ch, vitesse max. : 120 km/h, poids : 330 kg, longueur : 3,90 m.
Cette catégorie permet de faire participer des bateaux avec des éléments non encore homologués en vue d'une future homologation et surtout de développer de nouvelles technologies sans avoir à effectuer une production de série.

## La course remise en question
Comme de nombreuses catégories de sports mécaniques, les 24 Heures motonautiques font l'objet de critiques et de controverses. Les « anti-24-Heures » font valoir les nuisances sonores, la dangerosité de cette activité et le coût financier supporté en partie par la collectivité.
En 2022, cette manifestation fut supprimée.

## Histoire

### Évolutions techniques
Entre 1971 et 1984, l'épreuve est réservée aux moteurs hors-bord de moins de 850 cm3, des moteurs in-board de cylindrée supérieure étant admis certaines années. Le record de l'épreuve en 850 cm3 est détenu par Molinari (le champion le plus titré de l'histoire du motonautisme) associé à Panzeri et Zoppi avec 2 203 km.
Les conditions de course difficiles verront, trois fois, des coques en « V » s'imposer devant les catamarans théoriquement invincibles depuis le début des années 1970 : Coville-Hedge-Rowe en 1978, Geens-Van Bockel et Robeyn en 1983 et Geens-Devos-Bertels en 1985.
Entre 1986 et 1993, la moyenne de l'épreuve bondit spectaculairement. En 1986, les vainqueurs Brousse-Chimot-Thurel parcourent 2 070 km. Dès l'année suivante, l'équipage Rousse-Hill-Degus porte le record à 2 680 km. En 1990, les 2 800 km sont franchis à la fois par l'équipage vainqueur, Havel-Morin-Pujol (avec 2 832 km), et par celui classé second, Larue-Sire-Belaubre (avec 2 802 km). En 1991, l'équipage Revert-Mercken-Delpeuch franchit pour la première fois la barre des 3 000 km avec 3 008 km. Le record de l'épreuve sur 24 heures est établi en 1993 à 3 182 km par l'équipage Larue-Kabatski-Castelli.
En 1997, deux équipages de l'écurie Marine Power courent sur bateaux expérimentaux : Larue-Castelli-Marshal et Jousseaume-Wartinger-Eliott, tous deux sur coque Moore et moteur Mercury.
En 1998, première apparition du contrôle antidopage. Un seul T-850 sera dans la course, celui des frères Roguez.
En 1999, les T-850 ne courront plus la nuit.
En 2000, ce sera la fin des T-850.
En 2002, pour la première fois, les vingt-quatre heures de course seront amputées de quatre heures pour une cause climatique (vent violent et tempête).
L'épreuve de 2009, pour des raisons écologiques, a connu plusieurs changements dans son organisation :
Le changement de date a permis une meilleure médiatisation, une animation plus importante sur les quais de Seine mais aussi en ville, à l'image de la parade des pilotes qui a eu lieu le vendredi 1er mai en fin de journée. Mais le changement de date correspond aussi à une volonté écocitoyenne. En effet, pour privilégier l'acheminement des spectateurs par transports en commun, il faut que ceux-ci fonctionnent. Or, le 1er mai, l'agglomération rouennaise n'est desservie par aucune ligne de bus et métro. En organisant la course le samedi 2 et dimanche 3 mai, les spectateurs pouvaient ainsi utiliser les transports en commun pour se rendre sur le site.
Le comité d’organisation a récompensé les écuries ayant fait le meilleur usage du carburant en course. Ainsi, un classement est déterminé à partir du calcul d'un indice de rendement énergétique (IRE) calculé en fin de course. L’équipage vainqueur de ce classement est honoré et récompensé sur le podium d’arrivée.le rapport entre la vitesse moyenne du bateau (V) divisée par la consommation moyenne de carburant (C), pendant la durée de l’épreuve. Formule : IRE = V/C. Remporté en 2009 par le Team Navikart.
En préambule à la 46e édition des 24 Heures motonautiques, une opération de « grand nettoyage des quais de Rouen » a été organisée le dimanche 26 avril 2009. Étaient conviés à cette journée écocitoyenne, les pilotes, les bénévoles et les membres du Rouen Yacht Club. À l'occasion de l'épreuve, le comité d'organisation a décidé de fournir aux concurrents un carburant plus respectueux de l'environnement. Le partenaire pétrolier, fournisseur officiel du carburant des 24 Heures, propose un agrocarburant (proportions non communiquées) compatible avec les exigences des motoristes. Le bac récupérateur est devenu obligatoire dans chaque stand du parc à bateaux. Il est installé sur un tapis absorbant en polypropylène. Le non-respect de cette mesure est immédiatement sanctionné par la direction de course. Cette mesure déjà appliquée dans d’autres sports mécaniques vise à réduire le souillage des sols sur le parc à bateaux. Par ailleurs, des containers de récupération des huiles usagées sont mis sur le parc à bateaux pour vider les bacs.
Pour l'édition 2011, la durée de l'épreuve fut de douze heures : le premier jour de 14 à 20 h puis le deuxième de 10 à 16 h. Mais le trafic de péniches n'était pas suspendu pour la course, et compte tenu de l'incident tragique de l'année précédente, la course fut suspendue à chaque passage. Ces derniers furent récurrents, abaissant le temps réel de course bien en dessous de douze heures.
Pour éviter les problèmes des éditions 2010 et 2011, la course 2012 eut bien lieu sur vingt-quatre heures mais pendant trois jours au lieu de deux lors du week-end de Pentecôte :
- samedi 26 mai : de 15 h 30 à 21 h 30 ;
- dimanche 27 mai : de 9 h 30 à 21 h 30 ;
- lundi 28 mai : de 10 h à 16 h.

Afin de respecter les critères internationaux et de rester une épreuve d'endurance inscrite au championnat du monde, le parc à bateau resta fermé pendant les interruptions de course.
Le souhait des organisateurs étant de retrouver l'épreuve originale telle qu'elle avait été créée, la course revient sur le 1er et 2 mai 2014 à l'occasion de la 51e édition, avec un bout de nuit retrouvé, puisque l'épreuve s’arrêtera à 23 h le 1er mai pour reprendre le lendemain 2 mai à 7 h.
En 2015, nouvel effort des organisateurs pour retrouver le format initial avec deux sessions de course. La première le vendredi 1er mai de 10 h à 1 h du matin et le samedi 2 mai de 9 h à 18 h.
La manifestation est annulée en 2020 et 2021. En 2022, ce sont les 16, 17 et 18 septembre qui sont retenus mais, par manque de finances, l'édition est repoussée en 2023. Le 11 août 2022, la ville de Rouen annonce qu'elle ne donnera plus d'autorisation à la manifestation.

### Dates d'organisation
Depuis l'édition 2009, l'événement se déroule le premier week-end du mois de mai. Depuis 2012, elle a lieu le week-end de Pentecôte. C'est une manifestation gratuite d'ampleur internationale qui compte pour le championnat du monde d'endurance motonautique, elle attire environ 400 000 spectateurs par an.
En 2014, la 51e édition marque le retour de l'épreuve sur ses dates historiques autour du 1er mai (1er et 2 mai).
Les bateaux sont classés selon trois catégories (classe 1, classe 2 et classe X0 / expérimentale / HHO). 

### Record
En 1993, André Larue (FR), Patrice Kabatski (FR) et John Castelli (États-Unis) ont effectué le plus grand nombre de kilomètres (3 182) en 24 heures et détiennent toujours le record de la distance parcourue.

### Incidents notables
En 1995, vers 18 h 20 pendant la course, le no 7 piloté par Roger Démares percute violemment une épave. Le pilote décède quelque heures plus tard à l'hôpital Charles-Nicolle. Depuis ce tragique accident, l'espace d'essais situé à Amfreville-la-Mi-Voie porte le nom de Roger Démares.
En 2009, à la suite d'une collision entre un concurrent et un bateau de sécurité, la course est interrompue entre 3 h 30 et 4 h 30. Il n'y a aucun blessé.
En 2010, la course est arrêtée vers 6 h 20, à la suite d'un accident mortel. En effet, une péniche remontant la Seine en direction de Paris est escortée par trois bateaux de sécurité. La collision d'un bateau de course avec un canot pneumatique entraîne la mort d'un gendarme, adjudant et pilote de la brigade fluviale de gendarmerie de Grand-Quevilly, et blesse grièvement un second, enquêteur subaquatique de cette même unité. Ce tragique accident a pour conséquence d'arrêter définitivement la course de cette 47e édition. Depuis, des accords sont passés entre les navigants et l'organisation pour lisser le trafic fluvial. Toutefois, des neutralisations de la course ont toujours lieu très régulièrement.